# Television South
Television South (TVS) fue una productora y canal de televisión británico que formó parte de la cadena ITV desde 1982 hasta 1992. Durante el tiempo que funcionó como concesionaria de ITV se ocupaba del sureste y el sur de Inglaterra. Las emisiones comenzaron el 1 de enero de 1982 en reemplazo de Southern Television, y durante los siguientes diez años destacó dentro de la red ITV por especializarse en entretenimiento, programas infantiles y series. Entre 1988 y 1993 fue además el propietario de la productora estadounidense MTM Enterprises.
Después de que TVS perdiese la concesión de ITV en favor del grupo Meridian Broadcasting, el canal cesó sus emisiones el 31 de diciembre de 1992. La compañía fue liquidada y posteriormente traspasada al grupo estadounidense International Family Entertainment, mientras que Maidstone Studios sigue abierto y es uno de los mayores estudios de televisión del Reino Unido

## Historia

### Antecedentes
En los años 1970 el principal canal de televisión comercial de Reino Unido era Independent Television (ITV), controlado por la Autoridad Independiente de Radiodifusión (IBA) y compuesto por una red de 14 franquicias regionales sujetas a renovación. Entre ellas se encuentra la franquicia del sureste y el sur de Inglaterra, controlada por Southern Television desde 1958 hasta 1981.
En la renovación de concesiones para la región de 1980, a la que se presentaron siete grupos, la IBA apostó por la nueva propuesta de Television South (TVS). El vencedor era un consorcio de exdirectivos, periodistas y productores de televisión que aspiraban a convertir al nuevo canal en un actor relevante de la red ITV. El proyecto contaba con profesionales consolidados de la televisión británica, reforzaba la información local con noticiarios independientes para el sur (Southampton) y el sureste (Dover), y a nivel nacional apostaba por cubrir dos puntos débiles de la oferta de ITV: espacios infantiles y programas divulgativos.

### Desarrollo de Television South

Área de emisión de TVS en el sur de Inglaterra.

Las emisiones de TVS comenzaron el 1 de enero de 1982 a las 9:30 de la mañana. El nuevo canal rechazó continuar los programas de Southern Television pero sí adquirió sus instalaciones: el Centro de Televisión de Southampton, convertido en sede central, y el nuevo estudio de televisión en Maidstone (The Maidstone Studios) que fue inaugurado en otoño del mismo año. Todo ello sería gestionado a través de una empresa matriz, TVS Entertainment plc.
En 1984 se produjo la llegada como director de programación de Greg Dyke, procedente de London Weekend Television y TV-am. El nuevo responsable impulsó una programación popular, basada en concursos y entretenimiento, que aumentó la presencia de TVS. Esta política se mantuvo incluso cuando Dyke regresó a LWT en 1987. Cinco años después de la emisión inaugural, TVS se había convertido en el sexto grupo más importante de ITV.
A lo largo de sus once años de vida, TVS destacó por haber producido programas infantiles —Art Attack, Rupert, The Storyteller y la versión británica de Fraggle Rock—, concursos —Catchphrase, Jeopardy!— y teleseries.
Al considerar que no tenía suficiente peso dentro del reparto de programación de ITV, TVS Entertainment hizo también inversiones en el sector audiovisual. La más importante y arriesgada fue la compra en 1988 de MTM Enterprises por 320 millones de dólares, incluyendo todo su catálogo de series. Parte de la operación fue financiada con emisiones de deuda y con la entrada en el accionariado de Canal+ y de Generale d'Images. Además, TVS trató sin éxito de adquirir Thorn EMI y la televisión francesa TF1, que en aquella época estaba en proceso de privatización. Aunque el catálogo de MTM supuso una mayor presencia de TVS dentro de ITV, la operación terminó siendo deficitaria por la caída del mercado de redifusión en Estados Unidos.

### Pérdida de la franquicia de ITV
La desaparición de TVS se produjo después de que perdiese su franquicia de ITV en 1991. El gobierno británico de Margaret Tatcher aprobó una nueva Ley Audiovisual en 1990 que desregularizó la televisión comercial. La IBA fue sustituida como organismo por dos entidades separadas para radio y televisión, entre ellas la Independent Television Commission (ITC). Y en lo que respecta a ITV se aprobó que, en los concursos para renovar las concesiones, se tendría en cuenta tanto el dinero aportado como una «cláusula de calidad» sobre la producción propia y la viabilidad del proyecto.
Consciente de que la franquicia del sur de Inglaterra iba a tener competencia, TVS se presentó a la subasta con una oferta valorada en 59,8 millones de libras, la más alta entre todas las franquicias de ITV. Sus rivales eran Meridian Broadcasting (36,5 millones), CPV-TV (22,1 millones) y Carlton Communications (18,1 millones). En un primer momento TVS y Meridian eran las únicas ofertas que habían superado la cláusula de calidad. Sin embargo, TVS tenía problemas financieros y la ITC consideró que su plan de trabajo era inviable, así que aceptó la propuesta de Meridian pese a su cuantía inferior.
La última emisión de TVS dentro de ITV tuvo lugar el 31 de diciembre de 1992, con un programa especial de los mejores momentos y un agradecimiento a sus trabajadores y espectadores. Al finalizar, ITV conectó con las campanadas de fin de año en el Big Ben y después dio entrada a la señal de continuidad de Meridian.

### Desaparición
La pérdida de la franquicia supuso la liquidación de TVS Entertainment. Meridian Broadcasting se quedó solamente con el Centro de Televisión de Southampton y una plantilla de 150 trabajadores, confiando buena parte del trabajo a la externalización. El resto fue traspasado en otoño de 1992 al grupo estadounidense International Family Entertainment por 56 millones de libras, incluyendo la propiedad de MTM Enterprises y de los estudios de Maidstone.
Después de pasar por varios propietarios, The Maidstone Studios se convirtió en 2002 en un estudio de televisión independiente.